# ケリー・ヒュー
ケリー・アン・ヒュー（Kelly Ann Hu、中国語名:胡 凱莉/胡 凱麗、1968年2月13日 - ）は、アメリカ合衆国ハワイ州ホノルル出身の女優。

## 略歴
ペパーダイン大学卒。
イギリス、中国、ハワイの血を引く。1985年度ミス・ハワイ・ティーンUSAとなり、ミス・ティーンUSA大会で優勝している。ファッション・モデル業ののち、1987年より俳優業を開始。1993年度ミス・ハワイUSAとなり、同年カンザス州で開催されたミスUSAページェントのファイナリストになり、5位となった。
その後コマーシャルや広告に出演するようになり、1987年より俳優として活躍している。

## 主な出演作品

### 映画
- 13日の金曜日 PART8 ジェイソンN.Y.へ(Friday the 13th Part VIII: Jason Takes Manhattan, 1989) - エヴァ
- ドアーズ(The Doors, 1991) - ドロシー
- NO WAY BACK 逃走遊戯(No Way Back, 1995) - セイコ・コバヤシ
- ストレンジ・デイズ/1999年12月31日(Strange Days, 1995) - アンカーウーマン
- スコーピオン・キング(The Scorpion King, 2002) - カサンドラ
- ブラック・ダイヤモンド(Cradle 2 the Grave, 2003) - ソナ
- X-MEN2(X2, 2003) - ユリコ/レディ・デスストライク
- ブラッド・エンジェル(DEVIL'S DEN,2006) - ケイトリン
- 狼たちの報酬(The Air I Breathe, 2007) - ジヨン
- シャオ夫人のお葬式大作戦!(Dim Sum Funeral,2008) - シンディ
- ザ・トーナメント(The Tournament, 2009) - Lai Lai Zhan
- オハナ(Finding 'Ohana, 2021) - レリアニ

### テレビ
- 愉快なシーバー家 (Growing Pains, 1987 - 1988) - Melia
- 刑事ナッシュ・ブリッジス (Nash Bridges, 1997 - 1998) - Insp. Michelle Chan
- LA大捜査線/マーシャル・ロー (Martial Law, 1998 - 2000) - Chen Pei Pei (Grace Chen)
- CSI:ニューヨーク (CSI: NY, 2004 - 2005) - Detective Kaile Maka
- NCIS 〜ネイビー犯罪捜査班 (NCIS:Naval Criminal Investigative Service, 2009) - Lee Wuan Kai
- NCIS:LA 〜極秘潜入捜査班 (NCIS: Los Angeles, 2009) - Lee Wuan Kai
- Hawaii Five-0 (Hawaii Five-0, 2010 - ) - Laura Hills / ローラ・ヒルズ

シーズン1 公安局連絡官 ジェームズ知事と Five-O との連絡役
- ARROW/アロー (Arrow, 2012 - ) - チャイナ・ホワイト[2]

### テレビアニメ
- フィニアスとファーブ(Phineas and Ferb) - ステイシー
- ヤング・ジャスティス（Young Justice） - チェシャ
- フィニアスとファーブ: キック ザ・びっくりボーイ (2015) (Phineas and Ferb: Kick Buttowski) (2015) - ステイシー

### テレビゲーム
- レッド・アラート3(Red Alert 3, 2008) - (富山杉)
- スリーピングドッグス 香港秘密警察 (Sleeping Dogs, 2012)
- バトルフィールド ハードライン
- モータルコンバットX (Mortal Kombat X, 2015) - デ・ボラ

### 劇場版アニメ
- アフロサムライ(Afro Samurai) - <声>お菊